# Comunicazione integrata
Per comunicazione integrata di impresa si intende la somma degli sforzi che la realtà organizzata pianifica e mette in atto per dare compattezza e coerenza alle differenti tipologie di comunicazione tramite le quali interagisce con i propri stakeholder, mirando a mantenere con questi una stabile relazione nel tempo. Sfruttando simultaneamente tutti gli strumenti mediatici a disposizione di una certa audience, è possibile catturarne l'intera attenzione con un coinvolgimento totale verso il messaggio. Si parla, pertanto, di sinergia tra i diversi strumenti di comunicazione. Gli sforzi di integrazione portano a risultati migliori rispetto alla somma degli effetti delle singole azioni.
Forse sta proprio nell'integrazione di tutti gli strumenti di comunicazione la causa della confusione dei concetti di comunicazione integrata di impresa e di comunicazione integrata di marketing. Inoltre, occorre puntualizzare che la comunicazione così come qui definita diviene una funzione di impresa solo negli ultimi anni, in quanto storicamente ha sempre avuto più che altro una funzione di supporto ad altre azioni strategiche di impresa, quali marketing e vendite.
La confusione in merito al concetto di comunicazione integrata di impresa è comune a manager, professionisti in genere ed accademici, proprio a causa della nuova valenza strategica che le si riconosce, da qualche anno a questa parte, e per via della traduzione dalla lingue inglese dei termini che a questa fanno riferimento. Ancora, la confusione fra i concetti di comunicazione di impresa e di comunicazione di marketing può derivare anche dal fatto che esistono, ovviamente, molte interazioni tra il brand (concetto fondamentale di marketing) e le relazioni di impresa (il cui obietto va al di là del marketing). Ad esempio, alcuni degli autori maggiormente autorevoli in materia sostengono come il brand rappresenti una delle pietre miliari su cui fondare non solo la base del vantaggio competitivo, ma tutta la comunicazione interna dell'impresa.
Se si vuole che gli sforzi spesi in comunicazione integrata di impresa diano gli effetti desiderati, anche tutti coloro che prestano opera in una certa realtà aziendale (manager e dipendenti) devono essere coinvolti nella condivisione dei valori della cultura di impresa che proprio nel brand trova il simbolo. Anche la letteratura viene a supporto di tale concetto, in quanto in alcuni scritti si asserisce che la chiara identità del brand debba partire dall'interno della realtà organizzata, per giungere alla diffusione al pubblico dei propri valori. Inoltre il brand è importante anche nel mantenimento delle relazioni con chi investe nell'impresa. È altresì importante comunicare affinché gli stessi investitori si sentano maggiormente propensi ad affidare le proprie risorse alle imprese che, oltre a dimostrare rilevanti trend pluriennali in termini di risultati economici e finanziari, dimostrano di avere un alto indice di brand equity nonché, in correlazione, un alto grado di reputazione. Assieme all'equity, la reputazione, sostenuta e protetta dalla comunicazione, infine, incide su fornitori, intermediari, pubblica opinione, Enti Governativi.
Consideriamo, pertanto, la multidirezionalità della comunicazione, che a oggi pervade tutti i settori, tutti i mercati, con un moto continuo. L'impresa, pertanto, deve considerare che i differenti pubblici di riferimento sono importanti, in quanto generano relazioni gli uni con gli altri, scambiandosi opinioni e influenzandosi a vicenda.

## Il settore pubblico: applicabilità del modello d'impresa
La comunicazione fra impresa e consumatore del settore privato diviene comunicazione fra istituzioni e cittadino, conservando le stesse peculiarità. Quest'ultimo tipo di comunicazione però avviene in una dimensione di pubblica utilità.
Inoltre, se l'impresa gestisce male la comunicazione integrata, la perdita di credibilità genera spreco di risorse, diminuzione di profitti o al massimo perdite.
Se sono invece le istituzioni a perdere di credibilità è il rapporto con il cittadino ad essere minacciato.
In sintesi: è necessario che la teoria e le tecniche della comunicazione pubblica acquisiscano con grande velocità la medesima consapevolezza e capacità di utilizzo di tecniche e strumenti di comunicazione integrata rispetto al mondo delle imprese, tenendo conto di quanto detto nel precedente paragrafo.
Analizzando la comunicazione d'impresa, si possono distinguere quattro aree dal punto di vista strutturale e organizzativo (riassunte in comunicazione interna ed esterna):
- la comunicazione esterna di marketing;
- la comunicazione interna o organizzativa;
- la comunicazione economico-finanziaria;
- la comunicazione istituzionale.

La comunicazione integrata s'intende tale in quanto appunto integra i flussi comunicativi operati dalle quattro aree dell'impresa, comprendendoli in un piano unitario e coerente, in cui l'insieme dei messaggi indirizzati a ciascuno dei pubblici di riferimento costituisce un processo organico e organizzativamente presidiato.
Questa definizione si applica perfettamente anche a una organizzazione pubblica o istituzionale.

### Destinatari
Possiamo distinguere i pubblici esterni da quelli interni.
Fra quelli esterni vi sono:
- pubblici esterni di fruizione (cittadini);
- pubblici esterni di negoziazione istituzionale;
- pubblici esterni di concorrenzialità;
- pubblici esterni di negoziazione mercantile.

Fra i pubblici interni vi sono:
- pubblici interni di valenza organizzativa;
- pubblici interni di alone.

### Il mix degli strumenti
Le modalità di svolgimento di una campagna di comunicazione pubblica sono molto simili a quelle del settore privato.
Distinguiamo gli strumenti di comunicazione diretta dagli strumenti di comunicazione indiretta.
- Comunicazione indiretta. Può avvenire su media cartacei oppure in modalità broadcast. Il principale vantaggio è rappresentato dal grande pubblico con cui entra in contatto. Gli svantaggi sono rappresentati dai costi e dalla mancanza di interattività e dialogo. Infine ci sono le relazioni con la stampa e le sponsorizzazioni.

- Comunicazione diretta. Preparazione di brochure/cataloghi, newsletter, prodotti on line e off line, il direct mailing, fiere e mostre, la convegnistica, il merchandising.

## Conclusioni
La comunicazione è un processo, non un prodotto. Questo automaticamente evidenzia come il mix degli strumenti, dei prodotti di cui tale processo farà uso dovrà essere per definizione integrato, sia con i processi interni, sia con i destinatari esterni, sia con le risorse a disposizione.